# هیلدرون لاوفر-کلاوس
هیلدرون لاوفر-کلاوس (آلمانی: Hildrun Laufer-Claus؛ زادهٔ ۱۳ مهٔ ۱۹۳۹) ورزشکار پرش طول اهل آلمان بود.
وی در مسابقات کشوری و بین‌المللی در مجموع برندهٔ ۱ مدال برنز شده‌است.